# Broyage

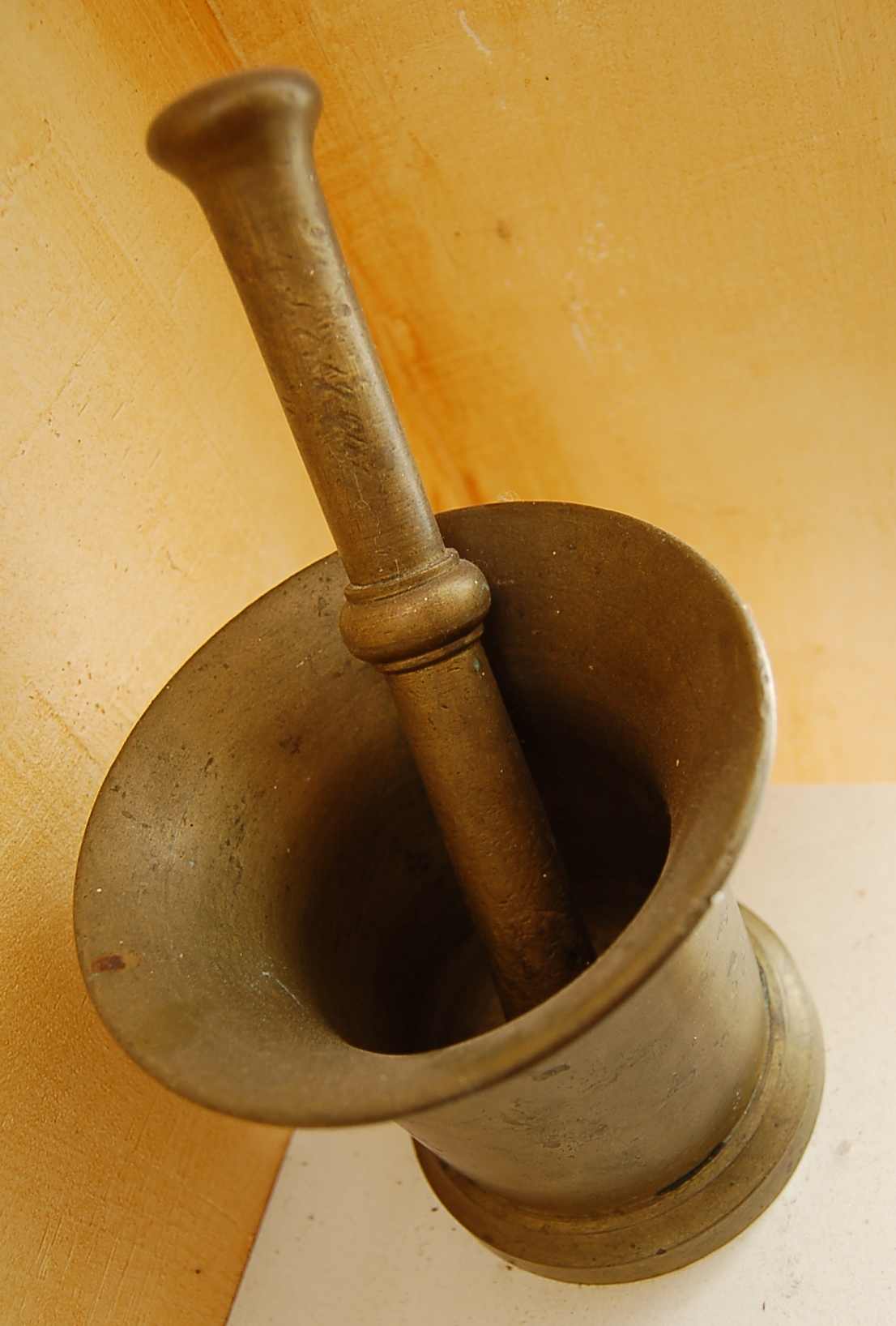
Mortier et pilon.

Le broyage est une opération consistant à diviser un solide, pour augmenter sa surface spécifique (surface développée de la poudre par unité de masse) et donc sa réactivité.
En minéralurgie, le broyage se fait jusqu'à la maille de libération. La maille de libération d'un minéral est la taille au-dessous de laquelle une particule de minéral est parfaitement libérée, c'est-à-dire constituée uniquement de l'espèce minérale à valoriser.
Le broyage des céréales et des oléagineux se fait avec une meule à grains.
En chimie, en pharmacie et en cuisine, le broyage manuel se fait à l'aide d'un mortier et d'un pilon. Les Japonais utilisent également un outil appelé yagen.
En anatomie, les dents postérieures (molaires et prémolaires) servent à broyer les aliments lors de la mastication.
On parle aussi de comminution ou d'attrition selon l'intensité de l'opération.

## En peinture
En peinture artistique, le broyage des couleurs, effectué d'abord dans l'atelier des maîtres peintres, puis chez des marchands de couleur, et enfin industriellement, ne désigne pas ou plus l'opération de broyage des pigments, appelée « concassage » mais celle qui consiste à les disperser dans un liant.
Certains auteurs appellent aussi broyage l'opération analogue qui consiste à préparer l'encre en frottant le bâton d'encre de Chine sur la pierre.